# Håkon Ellingsen
Håkon Jarl Brand Ellingsen (ur. 25 listopada 1894 w Stavanger, zm. 22 października 1971 tamże) – norweski wioślarz. Brązowy medalista olimpijski. 
Ellingsen uczestniczył w igrzyskach olimpijskich w Antwerpii (1920) w jednej konkurencji wioślarstwa: ósemka mężczyzn (3. miejsce; wraz z Conradem Olsenem, Adolfem Nilsenem, Theodorem Nagem, Thorem Michelsenem, Arnem Mortensenem, Karlem Nagem, Tollefem Tollefsenem i Thoralfem Hagenem).